# Saison 12 d'Urgences
Chronologie
Saison 11 Saison 13
Cet article présente le guide des épisodes de la douzième saison de la série télévisée Urgences (E.R.).
À noter, dans un but de clarification des personnages : il existe différents « grades » concernant les employés d'un hôpital, pour plus de précision consultez la section grades de l'article principal Urgences.

## Distribution

### Acteurs principaux
- Sherry Stringfield (VF : Emmanuelle Bondeville) : Dr Susan Lewis, urgentiste titulaire, chef des urgences (départ lors du 1er épisode)
- Laura Innes (VF : Valérie de Vulpian) : Dr Kerry Weaver, urgentiste titulaire, chef du personnel de l'hôpital
- Goran Višnjić (VF : Stéphane Ronchewski) : Dr Luka Kovac, urgentiste titulaire, chef des urgences (dès l'épisode 9)
- Maura Tierney (VF : Laura Blanc) : Dr Abby Lockhart, urgentiste résidente de 2e année
- Mekhi Phifer (VF : Didier Cherbuy) : Dr Gregory Pratt, urgentiste résident de 4e année
- Parminder Nagra (VF : Vanina Pradier) : Dr Neela Rasgotra, urgentiste résidente de 2e année
- Linda Cardellini (VF : Julie Turin) : Samantha « Sam » Taggart, infirmière
- Shane West (VF : Stéphane Miquel) : Dr Ray Barnett, urgentiste résident de 2e année
- Scott Grimes (VF : Donald Reignoux) : Dr Archibald « Archie » Morris, urgentiste résident de 4e année, chef des internes

### Acteurs récurrents

#### Membres du personnel de l'hôpital
- John Leguizamo (VF : Emmanuel Karsen) : Dr Victor « Vic » Clemente, urgentiste titulaire (dès l'épisode 5)
- Leland Orser (VF : Charles Borg) : Dr Lucien Dubenko, titulaire en chirurgie traumatologique, chef de la chirurgie
- John Aylward (VF : Michel Bedetti) : Dr Donald « Don » Anspaugh, titulaire en chirurgie générale, membre du conseil de l'hôpital
- Amy Aquino (VF : Denise Roland) : Dr Janet Coburn, gynécologue-obstétricienne titulaire
- Maury Sterling : Dr Nelson, psychiatre titulaire
- Michael B. Silver : Dr Paul Myers, psychiatre titulaire
- Dahlia Salem : Dr Jessica Albright, résidente en chirurgie de 6e année, chef des internes
- Sara Gilbert : Dr Jane Figler, interne aux urgences
- Kristen Johnston (VF : Brigitte Virtudes) : Eve Peyton, infirmière surveillante (épisodes 3 à 10)
- Deezer D (en) (VF : Martin Brieuc) : Malik McGrath, infirmier
- Yvette Freeman (VF : Maïté Monceau) : Haleh Adams, infirmière (dénommée Shirley Adams dans la version française)
- Lily Mariye (en) (VF : Catherine Artigala) : Lily Jarvik, infirmière
- Laura Cerón (VF : Colette Nucci) : Ethel « Chuny » Marquez, infirmière
- Kyle Richards : Dori, infirmière
- April Lee Hernandez : Inez, infirmière
- Dinah Lenney (en) : Shirley, infirmière en chirurgie
- Abraham Benrubi (VF : Bruno Carna) : Jerry Markovic, réceptionniste
- Troy Evans (VF : Christian Peythieu) : Frank Martin, réceptionniste
- John Stamos (VF : Olivier Destrez) : Tony Gates, secouriste
- Emily Wagner (VF : Annabelle Roux) : Doris Pickman, secouriste
- Montae Russell (en) : Zadro White, secouriste
- Lynn A. Henderson (VF : Véronique Alycia) : Pamela Olbes, secouriste
- Brian Lester : Brian Dumar, secouriste
- Demetrius Navarro (en) : Morales, secouriste
- Michelle Bonilla : Christine Harms, secouriste
- Louie Liberti : Tony Bardelli, secouriste

#### Autres
- Noah Wyle (VF : Eric Missoffe) : Dr John Carter, médecin en mission humanitaire au Darfour (épisodes 14, 15, 19, 20)
- Sharif Atkins (VF : Lionel Melet) : Dr Michael Gallant, médecin militaire (épisodes 8, 9, 12, 21)
- Ernie Hudson : James Gallant, père de Michael Gallant (épisodes 18, 22)
- Sheryl Lee Ralph : Gloria Gallant, mère de Michael Gallant (épisodes 18, 22)
- China Jesusita Shavers (en) : Olivia Evans, petite-amie de Greg Pratt
- Danny Glover : Charlie Pratt, père de Greg Pratt
- Sam Jones III : Chaz Pratt, demi-frère de Greg Pratt
- Dominic Janes (en) : Alex Taggart, fils de Sam Taggart
- Garret Dillahunt : Steve Curtis, père d'Alex Taggart
- Kat Dennings : Zoe Butler, petite-amie de Ray Barnett
- Callie Thorne (VF : Martine Irzenski) : Jodie Kenyon, petite-amie de Vic Clemente
- Christopher Amitrano : officier Hollis, policier

## Épisodes

### Épisode 1:Cañon City
- États-Unis : 22 septembre 2005 sur NBC

### Épisode 2:L'Enfant de personne
- États-Unis : 29 septembre 2005 sur NBC

- Danny Glover

### Épisode 3:L'Homme sans nom
- États-Unis : 6 octobre 2005 sur NBC

### Épisode 4:À cause de la pluie
- États-Unis : 13 octobre 2005 sur NBC

### Épisode 5:Réveil
- États-Unis : 20 octobre 2005 sur NBC

### Épisode 6:Trop tard
- États-Unis : 3 novembre 2005 sur NBC

### Épisode 7:Bouclier humain
- États-Unis : 10 novembre 2005 sur NBC

### Épisode 8:Crash
- États-Unis : 17 novembre 2005 sur NBC

- Serena Williams

### Épisode 9:Une demande galante
- États-Unis : 1er décembre 2005 sur NBC

### Épisode 10:La Veille de Noël
- États-Unis : 8 décembre 2005 sur NBC

### Épisode 11:Maintenant ou jamais
- États-Unis : 5 janvier 2006 sur NBC

### Épisode 12:L'Heure des choix
- États-Unis : 12 janvier 2006 sur NBC

### Épisode 13:Corps et Âmes
- États-Unis : 2 février 2006 sur NBC

- James Woods (Dr Lennox)

### Épisode 14:Être ou ne plus être
- États-Unis : 9 février 2006 sur NBC

### Épisode 15:Darfour
- États-Unis : 2 mars 2006 sur NBC

### Épisode 16:Risques calculés
- États-Unis : 16 mars 2006 sur NBC

### Épisode 17:Perdus en Amérique
- États-Unis : 23 mars 2006 sur NBC

### Épisode 18:La Vie à deux
- États-Unis : 30 mars 2006 sur NBC

### Épisode 19:Où se cacher
- États-Unis : 27 avril 2006 sur NBC

### Épisode 20:Il n'y a pas d'anges ici
- États-Unis : 4 mai 2006 sur NBC

### Épisode 21:Gallant le héros, Victor l'hystéro
- États-Unis : 11 mai 2006 sur NBC

### Épisode 22:Fusillade
- États-Unis : 18 mai 2006 sur NBC